# Gráficos en los videojuegos
A lo largo de la historia de los videojuegos se han utilizado una variedad de técnicas de computación gráfica para mostrar el contenido de los videojuegos. El predominio de técnicas individuales ha evolucionado con el tiempo, principalmente debido a avances de hardware y restricciones como la potencia de procesamiento de las CPU o GPU.

## Gráficos basados en texto
Algunos de los primeros videojuegos fueron videojuegos de texto que utilizaban caracteres de texto en lugar de gráficos de mapas de bits o vectoriales. Entre ellos destacan los MUD (dominios multiusuario), donde los jugadores pueden leer o ver representaciones de habitaciones, objetos, otros jugadores y acciones realizadas en el mundo virtual; y los videojuegos de mazmorras, un subgénero de los videojuegos de rol que presenta muchos monstruos, elementos y efectos ambientales, así como un énfasis en la aleatorización, la rejugabilidad y la muerte permanente. Algunos de los primeros juegos de texto se desarrollaron para sistemas informáticos que no tenían pantalla de vídeo.
Los juegos de texto suelen ser más fáciles de programar y requieren menos potencia de procesamiento que los juegos gráficos y, por lo tanto, fueron más comunes entre 1970 y 1990. Sin embargo, los emuladores de terminal se siguen usando hoy en día y la gente sigue jugando los MUD y explorando ficción interactiva. Muchos programadores principiantes todavía crean este tipo de juegos para familiarizarse con un lenguaje de programación, y aún hoy se siguen celebrando concursos sobre quién puede terminar de programar un videojuego de mazmorras en un tiempo límite, como siete días.

## Gráficos vectoriales

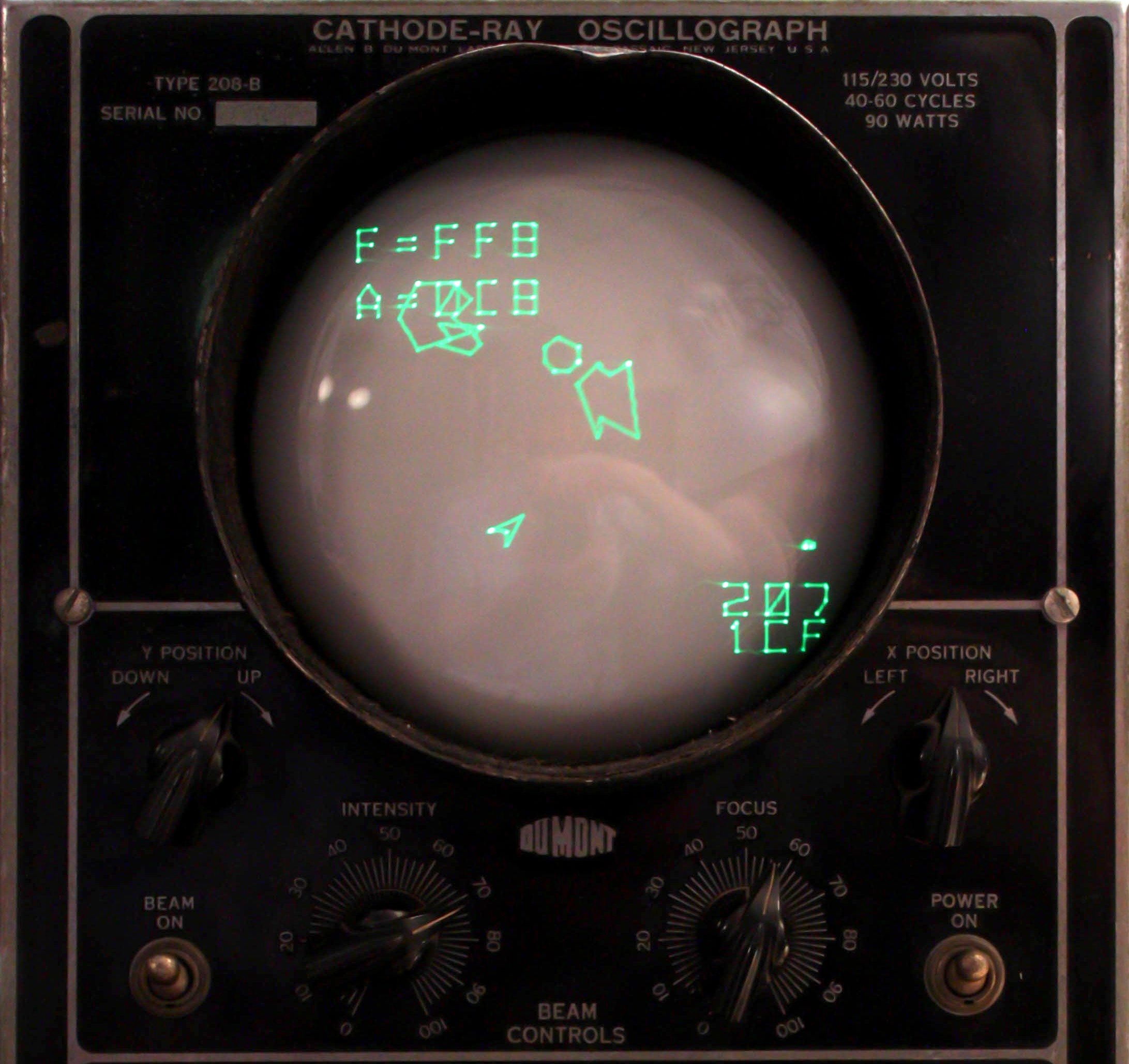
Clon de Asteroids reproducido en un oscilógrafo configurado como pantalla vectorial.

Los gráficos vectoriales consisten en el uso de geometrías primitivas, como puntos, líneas y curvas (es decir, formas basadas en ecuaciones matemáticas), en lugar de gráficos de mapa de bits dependientes de la resolución para representar imágenes en gráficos por computadora. En los videojuegos este tipo de proyección es inusual, pero se ha vuelto más común en los últimos años en los juegos de navegador con la llegada de Flash y HTML5 Canvas, ya que estos usan gráficos vectoriales de forma nativa. Un ejemplo antiguo de PC es Starglider (1986).
Un juego de vectores también puede referirse a un videojuego que utiliza una pantalla de gráficos vectoriales capaz de proyectar imágenes usando un haz de electrones para dibujar imágenes en lugar de píxeles, como si fuera un espectáculo de luces láser. Muchos de los primeros juegos de arcade utilizaban este tipo de pantallas, ya que eran capaces de mostrar imágenes más detalladas que las pantallas rasterizadas del hardware disponible en ese momento. Muchos juegos de arcade basados en vectores utilizaban superposiciones a todo color para complementar las imágenes vectoriales monocromáticas. Otros usos de estas superposiciones fueron dibujos muy detallados del entorno de juego estático, mientras que los objetos en movimiento eran dibujados por el haz vectorial. Los juegos de este tipo fueron producidos principalmente por Atari, Cinematronics y Sega. Algunos ejemplos de juegos de vectores son Asteroids, Armor Attack, Aztarac, Eliminator, Lunar Lander, Space Fury, Space Wars, Star Trek, Tac/Scan, Tempest y Zektor. La consola doméstica Vectrex también utilizó una pantalla vectorial. A partir de 1985, el uso de gráficos vectoriales disminuyó sustancialmente debido a las mejoras en la tecnología de sprites; los gráficos rasterizados de polígonos rellenos en 3D regresaron a las salas de juegos y fueron tan populares que los gráficos vectoriales ya no podían competir con ellos.

## Vídeo de movimiento completo
Los juegos de video de movimiento completo (FMV) son videojuegos que se basan en grabaciones y animaciones pregrabadas con calidad de película, en lugar de sprites, vectores o modelos 3D para mostrar la acción en el juego. Los juegos basados en FMV fueron populares a principios de la década de 1990 cuando se popularizaron los CD-ROM y Laserdiscs como alternativa a los cartuchos ROM de baja capacidad de la mayoría de consolas de la época. Aunque los juegos basados en FMV lograron verse mejor que muchos juegos contemporáneos basados en sprites, ocuparon un nicho de mercado; siendo criticados en el momento de su lanzamiento, mostrando muchos jugadores su descontento por la falta de interacción en dichos juegos. Como resultado, el formato se convirtió en un fracaso de la historia de los videojuegos y la popularidad de los FMV disminuyó sustancialmente a partir de 1995, cuando las consolas más avanzadas comenzaron a estar ampliamente disponibles.
Este formato se utilizó para diversos tipos de juegos distintos. Algunos se parecían a los juegos de música o baile modernos, donde el jugador presiona los botones en el momento oportuno según una instrucción en la pantalla. Otros fueron el germen de los primeros videojuegos de disparos estilo Tomcat Alley, Surgical Strike y Sewer Shark. El vídeo de movimiento completo también se utilizó en varios videojuegos de aventuras cinematográficas interactivas, como The Beast Within: A Gabriel Knight Mystery y Phantasmagoria.

## 2D
Los juegos que utilizan proyección paralela generalmente utilizan gráficos de mapa de bits bidimensionales en lugar de geometría basada en triángulos renderizados en 3D, lo que permite a los desarrolladores crear mundos de juegos grandes y complejos de manera eficiente y con relativamente pocos recursos artísticos, dividiendo el diseño artístico en sprites o mosaicos y reutilizarlos repetidamente (aunque algunos juegos usan una combinación de diferentes técnicas).

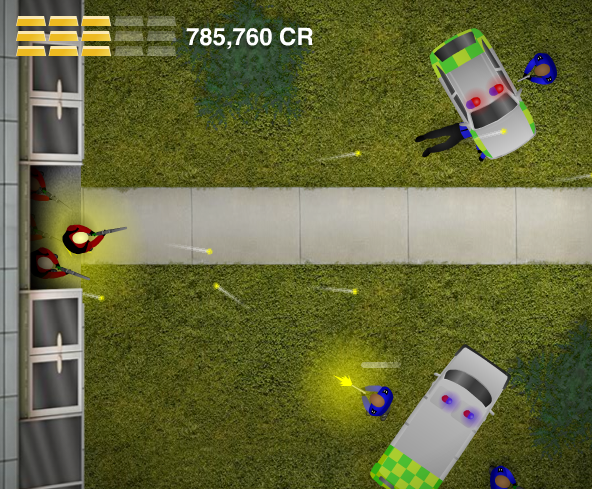
Un ejemplo de videojuego con vista de pájaro y en tercera persona: The Heist 2.

### Vista de pájaro
La vista de pájaro, también denominada a veces vista superior, vista desde arriba, vista de Dios, vista aérea o vista de helicóptero, en el contexto de los videojuegos, se refiere a un ángulo de cámara que muestra a los jugadores y las zonas cercanas desde arriba. No es una característica exclusiva de los videojuegos que utilizan proyección paralela, pero sí es muy común entre los videojuegos de rol en 2D, videojuegos de guerra y videojuegos de simulación de construcción y gestión, como SimCity, Pokémon y Railroad Tycoon; así como entre los juegos de acción y aventuras, como los primeros The Legend of Zelda, Metal Gear y Grand Theft Auto.

### Videojuego de desplazamiento lateral

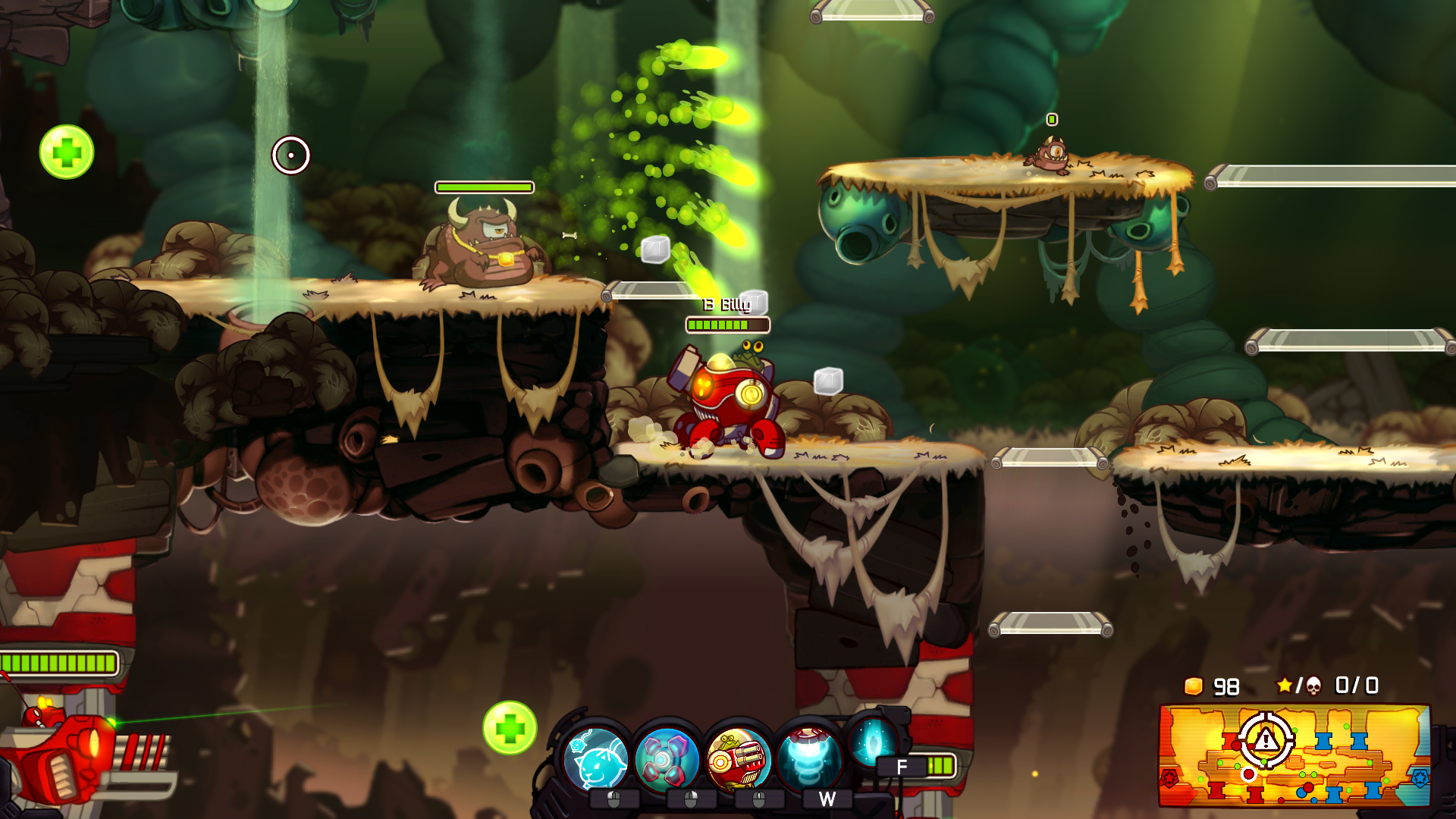
Awesomenauts es un MOBA de desplazamiento lateral.

Un videojuego de desplazamiento lateral es aquel en el que el punto de vista se toma desde un lateral y los personajes en pantalla generalmente solo pueden moverse hacia un lado, normalmente hacia la derecha. Los juegos de este tipo utilizan tecnología de desplazamiento de la pantalla, siendo en ocasiones desplazamiento de paralaje para dar una mayor sensación de profundidad.
Algunos ejemplos de juegos de desplazamiento lateral incluyen los de plataformas como Sonic the Hedgehog y Ori and the Blind Forest, beat 'em ups como los populares Double Dragon y Battletoads, y de disparos como R-Type y (más recientemente) Jets'n'Guns. La saga Super Mario Bros. ha utilizado los tres tipos de desplazamiento lateral en algún momento de su historia.

### 2,5D, perspectiva 3/4 y pseudo-3D
2,5D («dos coma cinco de» o «dos dimensiones y media»), perspectiva tres cuartos y pseudo-3D son términos informales utilizados para describir proyecciones gráficas y técnicas que intentan «fingir» la tridimensionalidad, generalmente mediante el uso de alguna forma de proyección paralela, en donde el punto de vista consiste en una perspectiva fija, aunque ofrece varias caras de un objeto. Algunos ejemplos de técnicas pseudo-3D incluyen la proyección isométrica o axenométrica, oblicua, ortográfica, 2,5D, desplazamiento de paralaje, escalado y texturas del cielo. Además, las técnicas gráficas 3D como el mapeado de relieve y de paralaje se utilizan también para extender la ilusión de tridimensionalidad sin aumentar sustancialmente la sobrecarga computacional que conlleva aumentar el número de polígonos, ahorrando recursos.
Algunos ejemplos de juegos que utilizan técnicas pseudo-3D son Zaxxon, Los Sims y Diablo (proyección isométrica/axnométrica); Ultima VII y Paperboy (proyección oblicua); Sonic the Hedgehog y Street Fighter II (desplazamiento de paralaje); Fonz y Space Harrier (escalado); y Half-Life 2 (texturas del cielo). Además de la proyección axonométrica, juegos como Los Sims y Final Fantasy Tactics también utilizan una combinación de sprites 2D prediseñados y gráficos poligonales en tiempo real en lugar de depender completamente de los sprites 2D.

## 3D
Con la llegada de procesadores gráficos en 3D, los videojuegos pudieron expandirse más allá de los gráficos 2D que utilizaban sprites para describir una vista más fiel a la realidad y más realista que sus predecesores. Federica Romagnoli dijo que, en su opinión, los gráficos 3D de alto presupuesto «muestran... niveles de maestría que antes eran más comunes en las películas» debido a su capacidad para reproducir cinematografía compleja y personajes generados por computadora, y a la optimización de las videoconsolas y PC para poder procesar ese tipo de contenido. La proyección en perspectiva también se ha utilizado en algunos títulos anteriores para presentar una vista 3D desde una perspectiva fija, limitando el movimiento (y por lo tanto con un uso menos intensivo del hardware).

### Motores de vóxeles
En lugar de utilizar mallas triangulares, estos motores utilizan vóxeles.

### 3D fijo
3D fijo se refiere a una representación tridimensional del mundo del juego donde los objetos en primer plano (es decir, los personajes del juego) generalmente se representan en tiempo real sobre un fondo estático. La principal ventaja de esta técnica es su capacidad de mostrar un alto nivel de detalle en un hardware mínimo. La principal desventaja es que el marco de referencia del jugador permanece fijo en todo momento, lo que impide a los jugadores examinar el entorno o moverse libremente.
Los fondos en los juegos de 3D fijo tienden a ser imágenes bidimensionales prerrenderizadas, pero a veces se renderizan en tiempo real (como en Blade Runner). Los desarrolladores de SimCity 4 aprovecharon la perspectiva fija para no texturizar los lados inversos de los objetos (y de ese modo acelerar la renderización) que los jugadores no podían ver de todos modos. El 3D fijo también se utiliza a veces para «falsear» zonas inaccesibles para los jugadores. The Legend of Zelda: Ocarina of Time, por ejemplo, es casi completamente 3D, pero utiliza 3D fijo para representar muchos de los interiores de los edificios, así como ciudades (esta técnica fue posteriormente abandonada en favor del 3D completo en el siguiente juego, The Legend of Zelda: Majora's Mask). Una técnica similar, la textura del cielo, se utiliza en muchos juegos 3D para representar objetos distantes en la lejanía, los cuales no merece la pena renderizar en tiempo real.
Esta técnica se utiliza ampliamente en el género supervivencia y terror, el 3D fijo se vio por primera vez en la serie Alone in the Dark de Infogrames a principios de los años 90 y fue imitado por títulos como Ecstatica. Más tarde Capcom lo recuperó en la serie Resident Evil. En cuanto a la jugabilidad, hay poca diferencia entre los juegos 3D fijos y sus precursores 2D. La capacidad de los jugadores para navegar dentro de una escena todavía tiende a ser limitada, y la interacción con el mundo del juego sigue siendo mayoritariamente de «apuntar y hacer clic».
Otros ejemplos incluyen los títulos de la era PlayStation de la serie Final Fantasy (Square); los juegos de rol Parasite Eve y Parasite Eve II (Square); los juegos de acción y aventuras Ecstatica y Ecstatica 2 (Andrew Spencer/Psygnosis), así como Little Big Adventure (Adeline Software International); la aventura gráfica Grim Fandango (LucasArts); y 3D Movie Maker (Microsoft Kids).
Los fondos prerrenderizados también se encuentran en algunos videojuegos isométricos, como el juego de rol The Temple of Elemental Evil (Troika Games) y la serie Baldur's Gate (BioWare); aunque en estos casos la forma de proyección gráfica utilizada no es diferente.

### Perspectiva en primera persona

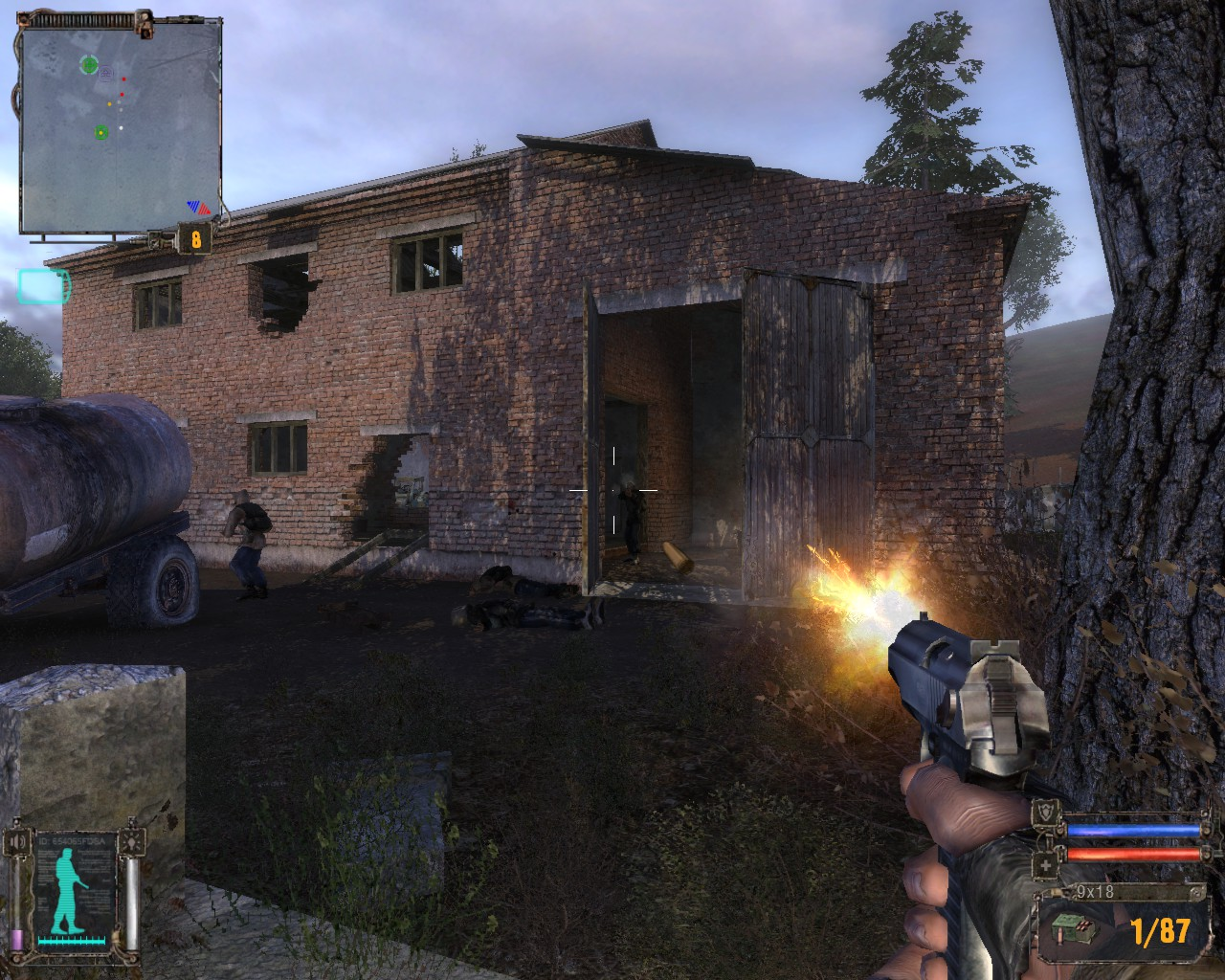
Perspectiva en primera persona como se ve en S.T.A.L.K.E.R.: Shadow of Chernobyl (2007)

La primera persona es una perspectiva gráfica representada desde el punto de vista del personaje del jugador. En muchos casos, este puede ser el punto de vista desde la cabina de un vehículo. Muchos géneros diferentes han hecho uso de perspectivas en primera persona, incluidos los juegos de aventuras, simuladores de vuelo y el popular género de disparos en primera persona.
Los juegos con perspectiva en primera persona suelen estar basados en avatares, y el juego muestra lo que el avatar del jugador vería con sus propios ojos. En la mayoría de juegos, los jugadores no pueden ver el cuerpo de su avatar, aunque sí pueden ver sus armas o manos. Este punto de vista también se utiliza frecuentemente para representar la perspectiva de un conductor dentro de un vehículo, como en simuladores de vuelo y carreras; con esta perspectiva también se aplica el audio posicional, donde el volumen de los sonidos ambientales varía dependiendo de su posición con respecto al avatar del jugador.
Los juegos con perspectiva en primera persona no requieren animaciones sofisticadas para el avatar del jugador y no necesitan implementar un esquema de control de cámara manual o automatizado como en la perspectiva en tercera persona. Una perspectiva en primera persona permite apuntar más fácilmente, ya que no hay ninguna representación del avatar que bloquee la visión del jugador. Sin embargo, la ausencia de un avatar puede dificultar el dominio del tiempo y las distancias necesarias para saltar entre plataformas, y puede causar mareos en algunos jugadores.
Los jugadores pueden esperar que los juegos en primera persona escalen con precisión las dimensiones de los objetos, siendo representados con tamaños apropiados. Sin embargo, los objetos clave, como objetos caídos o palancas, pueden exagerarse para mejorar su visibilidad.

### Perspectiva en tercera persona
La tercera persona es una perspectiva gráfica representada desde una vista que se encuentra a cierta distancia (generalmente detrás y ligeramente por encima) del personaje del jugador. Este punto de vista permite a los jugadores ver un avatar más fuertemente caracterizado, y es más común en juegos de acción y acción-aventura. Este punto de vista, sin embargo, plantea algunas dificultades, ya que cuando el jugador se gira o se coloca de espaldas a una pared, la cámara puede dar sacudidas o quedar en posiciones incómodas. Los desarrolladores han intentado aliviar este problema implementando sistemas de cámara inteligentes o dando al jugador control sobre la cámara. Hay tres tipos principales de sistemas de cámara en tercera persona: «sistemas de cámara fija» en los que las posiciones de la cámara se establecen durante la creación del juego; «sistemas de cámara de seguimiento» en los que la cámara simplemente sigue al personaje del jugador; y «sistemas de cámara interactivos» que están bajo el control del jugador.
Algunos ejemplos de juegos que utilizan la perspectiva en tercera persona son Super Mario 64, la saga Tomb Raider y las entregas en 3D de las sagas Legend of Zelda y Crash Bandicoot.

## Otros temas

### Gráficos estereoscópicos
Los videojuegos estereoscópicos utilizan tecnologías estereoscópicas para crear una percepción de profundidad para el jugador mediante cualquier forma de pantalla 3D. Estos juegos no deben confundirse con los videojuegos que utilizan gráficos 3D por computadora, que aunque presentan gráficos en pantalla, no dan la ilusión de profundidad más allá de la pantalla.

### Realidad virtual

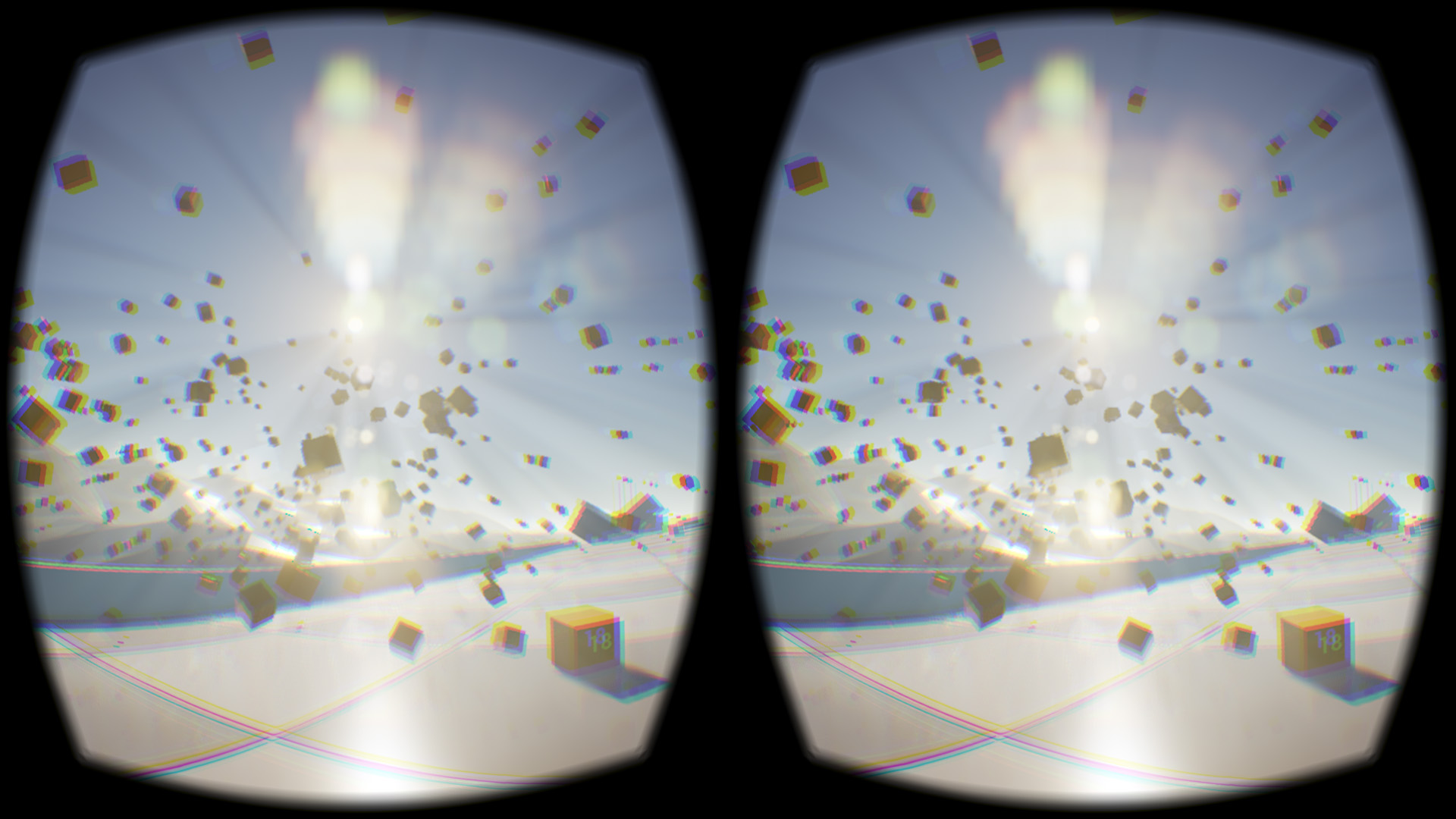
Imagen capturada con Oculus Rift DK2, que muestra la compensación de la distorsión de la lente y la aberración cromática.

Los gráficos para juegos de realidad virtual consisten en un tipo especial de gráficos 3D estéreo para adaptarse a la visualización de cerca. Los requisitos de latencia también son más altos para reducir el riesgo de enfermedad por realidad virtual.

### Configuración de varios monitores
Muchos juegos pueden ejecutar configuraciones multimonitor para lograr resoluciones de pantalla muy altas. Ejecutar juegos de esta manera puede crear una mayor sensación de inmersión, por ejemplo, al jugar un videojuego de carreras o un simulador de vuelo, o dar una ventaja táctica debido al mayor campo de visión.

### Realidad aumentada
Los juegos de realidad aumentada generalmente utilizan gráficos 3D en una sola pantalla plana de un teléfono inteligente o tableta o en un visor montado en la cabeza. Al jugar un juego de RA en un dispositivo montado en la cabeza, las imágenes se muestran en una lente transparente que se superpone al mundo real y tiene profundidad 3D a través de una pantalla estereoscópica.